# Emisivitate
Emisivitatea (puterea de emisie) {\displaystyle \scriptstyle E_{M}} a unui material {\displaystyle \scriptstyle M} este cantitatea de energie electromagnetică radiată cu lungimi de undă cuprinse într-un interval {\displaystyle \scriptstyle \left(\lambda ,\lambda +d\lambda \right)} emisă pe unitatea de timp de un element de suprafață {\displaystyle \scriptstyle dA} al materialului cu normala {\displaystyle \scriptstyle \mathbf {n} } într-un unghi solid {\displaystyle \scriptstyle d\Omega } din jurul unei direcții {\displaystyle \scriptstyle \mathbf {n} _{1}} dată de unghiurile {\displaystyle \scriptstyle \left(\theta ,\phi \right)}  ({\displaystyle \scriptstyle \mathbf {n} \mathbf {n} _{1}=cos\theta }, produsul scalar dintre normala și direcția considerată) și raportată la {\displaystyle \scriptstyle d\lambda \left(dAcos\theta \right)d\Omega } ({\displaystyle \scriptstyle dAcos\theta } este proiecția elementului {\displaystyle \scriptstyle dA} pe planul perpendicular pe direcția de emisie) :
{\displaystyle E_{M}(\lambda ,\theta ,\phi ,T)={\frac {d^{4}E}{dtdA\cos \theta d\Omega d\lambda }}}
Ea depinde de temperatura absolută {\displaystyle \scriptstyle T} a materialului și poate depinde încă de punctul ales pe suprafața acestuia. Emisivitatea este legată de absorptivitatea (puterea de absorbție) și reflectivitatea materialului prin legile lui Kirchhoff:
{\displaystyle {\frac {E_{M}(\lambda ,\theta ,\phi ,T)}{A_{M}(\lambda ,\theta ,\phi ,T)}}=I(\lambda ,T)}
unde AM este absorptivitatea, iar {\displaystyle \scriptstyle I\left(\lambda ,T\right)} este o funcție independentă de material, numită "radiația corpului negru". Uneori, se înțelege prin emisivitate raportul:
{\displaystyle \epsilon (\lambda ,\theta ,\phi ,T)={\frac {E_{M}(\lambda ,\theta ,\phi ,T)}{I(\lambda ,T)}}.\,}
Acesta este un număr cuprins între 0 și 1, egal cu 1 numai atunci când {\displaystyle \scriptstyle A_{M}=1} ("corpul negru"). În domeniul vizibil, emisivitatea mai este numită și strălucirea materialului. Integrând după lungimile de undă obținem emisivitatea direcționată integrală iar integrând și după unghiuri obținem puterea de emisie totală, care depinde numai de material și de temperatură. Pentru un corp total absorbant (Corp absolut negru) este adevărată legea lui Stefan
{\displaystyle E_{tot}=\sigma T^{4}}

unde σ = 5,65 · 10-12 W/(cm2·K4) (vezi Legile de deplasare ale lui Wien).

Fig.1:O sferă "lambertiană" arată ca un disc uniform luminat

Se spune că un material emite "după legea lui Lambert ", dacă {\displaystyle \scriptstyle E_{M}\left(\lambda ,\theta ,\phi \right)} nu depinde de unghiurile {\displaystyle \scriptstyle \theta } și {\displaystyle \scriptstyle \phi }. Fluxul luminos emis sub unghiul {\displaystyle \scriptstyle \theta } este atunci
{\displaystyle {\frac {d^{4}E}{dt}}=E_{M}(dA\cos \theta )d\Omega d\lambda .}

Deoarece ochiul omenesc apreciază strălucirea unui obiect raportând energia luminoasă primită la suprafața aparentă ({\displaystyle \scriptstyle dAcos\theta } ) a emițătorului, un obiect care emite "după legea lui Lambert" pare la fel de luminos independent de unghiul sub care e privit. În particular, un obiect sferic "lambertian" care emite izotrop apare de la distanță ca un disc uniform luminat (vezi Fig.1). Soarele este ușor "nelambertian" deoarece este mai luminos în centru decât pe margine.